# Municipio de West Keating
El municipio de West Keating (en inglés: West Keating Township) es un municipio ubicado en el condado de Clinton en el estado estadounidense de Pensilvania. En el año 2000 tenía una población de 42 habitantes y una densidad poblacional de 0.4 personas por km².

## Geografía
El municipio de West Keating se encuentra ubicado en las coordenadas 41°15′30″N 78°02′29″O / 41.25833, -78.04139.

## Demografía
Según la Oficina del Censo en 2000 los ingresos medios por hogar en la localidad eran de $23,750 y los ingresos medios por familia eran de $37,500. Los hombres tenían unos ingresos medios de $52,500 frente a los $16,875 para las mujeres. La renta per cápita de la localidad era de $17,224. Alrededor del 17,1% de la población estaba por debajo del umbral de pobreza.